# شهرستان دلتا (میشیگان)
شهرستان دلتا، میشیگان (به انگلیسی: Delta County, Michigan) یک سکونتگاه مسکونی در ایالات متحده آمریکا است که در میشیگان واقع شده‌است.